# Мілена Павлович-Барілі
Мілена Павлович-Барілі (серб. Милена Павловић-Барили; 5 листопада 1909 року, Пожареваць, Сербія — 6 березня 1945 року, Нью-Йорк, штат Нью-Йорк, США) — сербська поетка та художниця.

## Біографія
Мілена Павлович-Барілі народилася 5 листопада 1909 року у місті Пожареваць, Сербія. Її батько, Бруно Барілі, був композитором, музичним критиком та поетом. Її матір, Даничі Павлович, походила з династії Карагеоргієвичів і вивчала мистецтво. Протягом 1922 — 1926 років Мілена вивчала мистецтво у Королівській школі мистецтв у Белграді, а з 1926 — 1928 років — у Мюнхені.
На початку 1930-их років вона виїхала із Сербії. До Другої світової війни вона приїжджала у країну з короткими візитами. Протягом перебування в Іспанії, Римі, Парижі та Лондоні, де вона мала можливість спілкуватися із Жаном Кокто та Андре Бретоном, вона зазнала впливу багатьох західних шкіл та митців, зокрема Джорджо де Кіріко. Після 1939 року вона жила у Нью-Йорку.
Мілена померла 6 березня 1945 року. Серед причин смерті — падіння з коня чи серцевий напад.

## Творчість
Тематика її робіт різноманітна — це й портрети, й інтерпретації біблійних сюжетів. Серед мотивів — вуалі, ангели, статуї Венери та арлекіни. Багато її робіт є частинами постійних виставок у Римі, Нью-Йорку, Белграді, а також у рідному місті Пожареваць. Будинок, у якому вона народилася, було перетворено на музей 1962 року.

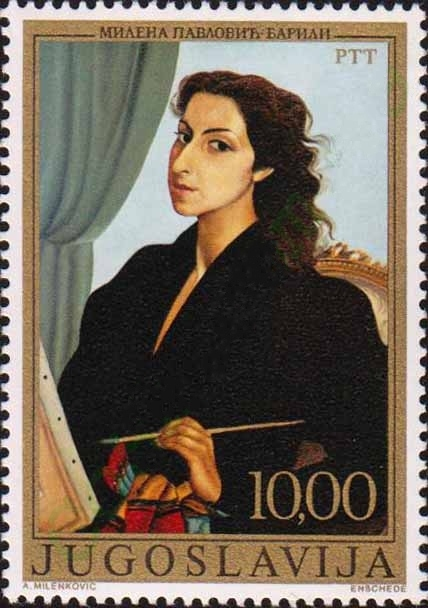
«Автопортрет» (1938)
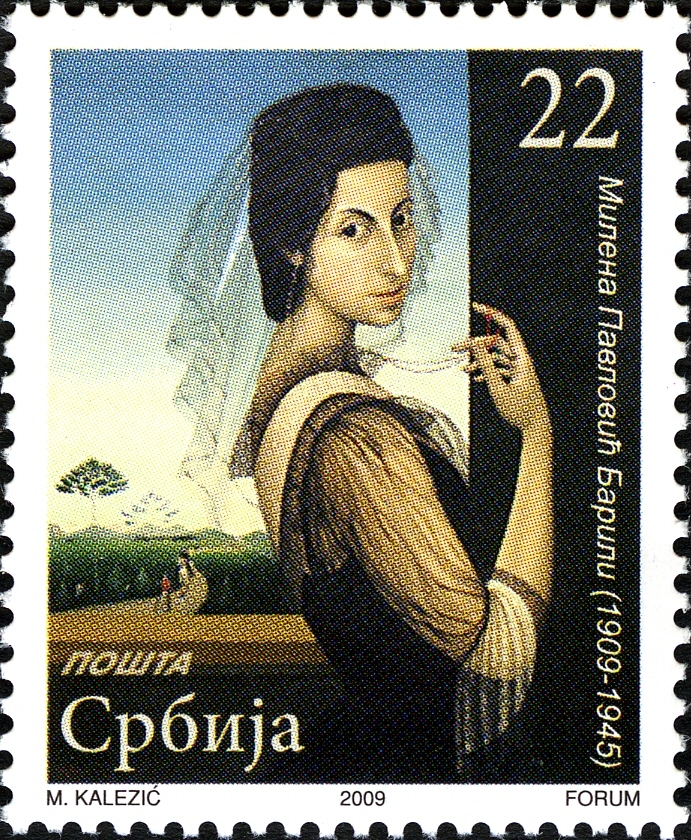
«Автопортрет» (1939)
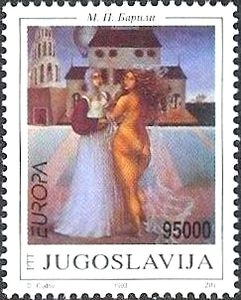
«Дія із дзеркалом»
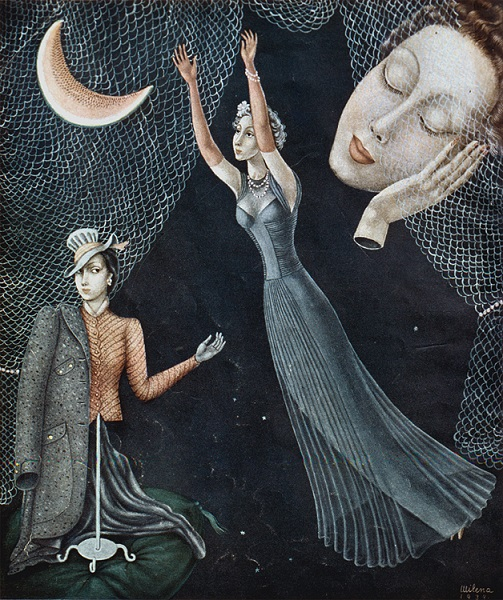
«Гарячий рожевий з холодним сірим» (1940)